# Jurij Tiemirkanow
Jurij Chatujewicz Tiemirkanow (ros. Ю́рий Хату́евич Темирка́нов, ur. 10 grudnia 1938 w Nalczyku, zm. 2 listopada 2023) – rosyjski dyrygent.

## Życiorys
Jest synem Chatu Tiemirkanowa, który kierował Komitetem ds. Sztuk Kabardo-Bałkarii, a podczas wojny z Niemcami był komisarzem oddziału partyzanckiego; został wydany Niemcom i zamordowany. Jego matka została aresztowana przez gestapo, cudem uszła z życiem. Jurij Tiemirkanow skończył 7-letnią szkołę muzyczną w Nalczyku, później uczył się w muzycznej szkole średniej Leningradzkiego Konserwatorium Państwowego im. Rimskiego-Korsakowa, w 1962 ukończył wydział orkiestrowy, a w 1965 klasę dyrygentury operowo-symfonicznej leningradzkiego konserwatorium. W 1965 debiutował w Traviacie Verdiego w leningradzkim małym teatrze opery i baletu, 1966-1972 był dyrygentem w tym teatrze, jednocześnie 1968-1976 kierował akademicką orkiestrą symfoniczną Filharmonii Leningradzkiej. Następnie 1976-1988 był głównym dyrygentem i kierownikiem artystycznym Leningradzkiego Państwowego Akademickiego Teatru Opery i Baletu im. Kirowa. W 1988 został głównym dyrygentem i kierownikiem artystycznym akademickiej orkiestry symfonicznej Filharmonii Petersburskiej, 2008-2013 był dyrektorem muzycznym Festiwalu Giuseppe Verdiego.

## Odznaczenia i nagrody

### Radzieckie i rosyjskie
- Order Lenina (1983)
- Order „Za zasługi dla Ojczyzny” I klasy (2008)[2]
- Order „Za zasługi dla Ojczyzny” II klasy (2003)[3]
- Order „Za zasługi dla Ojczyzny” III klasy (1998)[4]
- Order „Za zasługi dla Ojczyzny” IV klasy (2018)[5]
- Nagroda Państwowa ZSRR (dwukrotnie, 1976 i 1985)
- Państwowa Nagroda Federacji Rosyjskiej (1999)
- Nagroda Państwowa RFSRR im. Dymitra Glinki (1971)
- Ludowy Artysta ZSRR (1981)
- Nagroda Prezydenta Federacji Rosyjskiej (2003)
- Nagroda Triumf (2003)

### Zagraniczne
- Komandor Orderu Gwiazdy Włoch (Włochy, 2012)[6]
- Order Wschodzącego Słońca III Klasy (Japonia, 2015)[7]